# Niveria quadripunctata
Niveria quadripunctata är en snäckart som först beskrevs av John Edward Gray 1827.  Niveria quadripunctata ingår i släktet Niveria och familjen Triviidae. Inga underarter finns listade i Catalogue of Life.